# Siccia discrepans
Siccia discrepans är en fjärilsart som beskrevs av Alfred Ernest Wileman och Reginald James West 1928.
Siccia discrepans ingår i släktet Siccia och familjen björnspinnare. Inga underarter finns listade i Catalogue of Life.